# Radosav Petrović
Radosav Petrović (in serbo Радосав Петровић?; Ub, 8 marzo 1989) è un calciatore serbo, centrocampista del Krasava ENY Ypsōnas.

## Carriera

### Club
Dopo aver militato nel FK Jedinstvo Ub e nel FK Radnički Obrenovac, il 20 giugno 2008 si trasferì al Partizan Belgrado, firmando un contratto quinquennale. Ha compiuto il suo esordio in prima squadra il 6 agosto 2008 nella partita di qualificazione della UEFA Champions League 2008-2009 contro l'Inter Baku, vinta dal Partizan per 2-0. Il 21 maggio 2009 ha segnato il suo primo gol con la maglia del Partizan durante la finale di Coppa di Serbia vinta per 3-0 Serbian Cup contro il Sevojno. Ha realizzato una rete anche nell'ultima partita della stagione 2008-2009 del campionato serbo contro il Čukarički. Il 9 agosto 2011 passa al Blackburn Rovers, con cui si lega per 5 anni.

### Nazionale
Ha debuttato nella Nazionale Under-21 l'11 ottobre 2008, nell'andata dello spareggio di qualificazione al campionato europeo di calcio Under-21 contro i pari età della Danimarca.
Il suo esordio nella Nazionale maggiore risale invece al 12 agosto 2009, nell'amichevole contro il Sudafrica.

## Statistiche

### Presenze e reti nei club
Statistiche aggiornate all'11 maggio 2024.
| Stagione                | Squadra                 | Campionato              | Campionato | Campionato | Coppe nazionali | Coppe nazionali | Coppe nazionali | Coppe continentali | Coppe continentali | Coppe continentali | Altre coppe | Altre coppe | Altre coppe | Totale | Totale |
| Stagione                | Squadra                 | Comp                    | Pres       | Reti       | Comp            | Pres            | Reti            | Comp               | Pres               | Reti               | Comp        | Pres        | Reti        | Pres   | Reti   |
| ----------------------- | ----------------------- | ----------------------- | ---------- | ---------- | --------------- | --------------- | --------------- | ------------------ | ------------------ | ------------------ | ----------- | ----------- | ----------- | ------ | ------ |
| 2008-2009               | Partizan                | SL                      | 21         | 1          | CS              | 3               | 1               | UCL+CU             | 2+4                | 0                  | -           | -           | -           | 30     | 2      |
| 2009-2010               | Partizan                | SL                      | 24         | 7          | CS              | 2               | 1               | UCL+UEL            | 4+6                | 1+0                | -           | -           | -           | 36     | 9      |
| 2010-2011               | Partizan                | SL                      | 25         | 9          | CS              | 5               | 0               | UCL                | 11                 | 0                  | -           | -           | -           | 41     | 9      |
| Totale Partizan         | Totale Partizan         | Totale Partizan         | 70         | 17         |                 | 10              | 2               |                    | 27                 | 1                  |             | -           | -           | 107    | 20     |
| 2011-2012               | Blackburn Rovers        | PL                      | 19         | 0          | FACup+CdL       | 1+4             | 0               | -                  | -                  | -                  | -           | -           | -           | 24     | 0      |
| 2012-2013               | Gençlerbirliği          | SL                      | 27         | 3          | TK              | 2               | 0               | -                  | -                  | -                  | -           | -           | -           | 29     | 3      |
| 2013-2014               | Gençlerbirliği          | SL                      | 22         | 2          | TK              | 0               | 0               | -                  | -                  | -                  | -           | -           | -           | 22     | 2      |
| 2014-2015               | Gençlerbirliği          | SL                      | 28         | 2          | TK              | 5               | 3               | -                  | -                  | -                  | -           | -           | -           | 33     | 5      |
| Totale Gençlerbirliği   | Totale Gençlerbirliği   | Totale Gençlerbirliği   | 77         | 7          |                 | 7               | 3               |                    | -                  | -                  |             | -           | -           | 84     | 10     |
| 2015-2016               | Dinamo Kiev             | PL                      | 7          | 1          | KU              | 5               | 0               | UCL                | 0                  | 0                  | SU          | 0           | 0           | 12     | 1      |
| 2016-gen. 2017          | Sporting Lisbona        | PL                      | 0          | 0          | CP+CdL          | 1+1             | 0               | UCL                | 1                  | 0                  | -           | -           | -           | 3      | 0      |
| gen.-giu. 2017          | Rio Ave                 | PL                      | 13         | 0          | CP+CdL          | -               | -               | -                  | -                  | -                  | -           | -           | -           | 13     | 0      |
| 2017-2018               | Sporting Lisbona        | PL                      | 5          | 0          | CP+CdL          | 3+1             | 0               | UCL+UEL            | 2+2                | 0                  | -           | -           | -           | 13     | 0      |
| 2018-2019               | Sporting Lisbona        | PL                      | 11         | 0          | CP+CdL          | 4+3             | 0               | UEL                | 5                  | 0                  | -           | -           | -           | 23     | 0      |
| Totale Sporting Lisbona | Totale Sporting Lisbona | Totale Sporting Lisbona | 16         | 0          |                 | 13              | 0               |                    | 10                 | 0                  |             | -           | -           | 39     | 0      |
| 2019-2020               | Almería                 | SD                      | 27+1       | 1          | CR              | 0               | 0               | -                  | -                  | -                  | -           | -           | -           | 28     | 1      |
| 2020-2021               | Almería                 | SD                      | 27         | 0          | CR              | 4               | 0               | -                  | -                  | -                  | -           | -           | -           | 31     | 0      |
| Totale Almería          | Totale Almería          | Totale Almería          | 54+1       | 1          |                 | 4               | 0               |                    | -                  | -                  |             | -           | -           | 59     | 1      |
| 2021-2022               | Real Saragozza          | SD                      | 28         | 1          | CR              | 1               | 0               | -                  | -                  | -                  | -           | -           | -           | 29     | 1      |
| 2022-feb. 2023          | Real Saragozza          | SD                      | 9          | 0          | CR              | 0               | 0               | -                  | -                  | -                  | -           | -           | -           | 9      | 0      |
| Totale Real Saragozza   | Totale Real Saragozza   | Totale Real Saragozza   | 37         | 1          |                 | 1               | 0               |                    | -                  | -                  |             | -           | -           | 38     | 1      |
| feb.-lug. 2023          | Ordabasy                | PL                      | 11         | 0          | CK              | 2               | 0               | UECL               | 0                  | 0                  | SK          | 1           | 0           | 14     | 0      |
| 2023-2024               | APOEL                   | A                       | 23+8       | 1          | CC              | 1               | 0               | UECL               | 6                  | 0                  | -           | -           | -           | 38     | 1      |
| Totale carriera         | Totale carriera         | Totale carriera         | 336        | 28         |                 | 48              | 5               |                    | 43                 | 1                  |             | 1           | 0           | 428    | 34     |

### Cronologia presenze e reti in nazionale
| Cronologia completa delle presenze e delle reti in nazionale ― Serbia | Cronologia completa delle presenze e delle reti in nazionale ― Serbia | Cronologia completa delle presenze e delle reti in nazionale ― Serbia | Cronologia completa delle presenze e delle reti in nazionale ― Serbia | Cronologia completa delle presenze e delle reti in nazionale ― Serbia | Cronologia completa delle presenze e delle reti in nazionale ― Serbia | Cronologia completa delle presenze e delle reti in nazionale ― Serbia | Cronologia completa delle presenze e delle reti in nazionale ― Serbia |
| Data                                                                  | Città                                                                 | In casa                                                               | Risultato                                                             | Ospiti                                                                | Competizione                                                          | Reti                                                                  | Note                                                                  |
| --------------------------------------------------------------------- | --------------------------------------------------------------------- | --------------------------------------------------------------------- | --------------------------------------------------------------------- | --------------------------------------------------------------------- | --------------------------------------------------------------------- | --------------------------------------------------------------------- | --------------------------------------------------------------------- |
| 12-8-2009                                                             | Pretoria                                                              | Sudafrica                                                             | 1 – 3                                                                 | Serbia                                                                | Amichevole                                                            | -                                                                     | 74’                                                                   |
| 14-10-2009                                                            | Marijampolė                                                           | Lituania                                                              | 2 – 1                                                                 | Serbia                                                                | Qual. Mondiali 2010                                                   | -                                                                     |                                                                       |
| 14-11-2009                                                            | Belfast                                                               | Irlanda del Nord                                                      | 0 – 1                                                                 | Serbia                                                                | Amichevole                                                            | -                                                                     |                                                                       |
| 18-11-2009                                                            | Londra                                                                | Corea del Sud                                                         | 0 – 1                                                                 | Serbia                                                                | Amichevole                                                            | -                                                                     | 82’ 90+3’                                                             |
| 3-3-2010                                                              | Algeri                                                                | Algeria                                                               | 0 – 3                                                                 | Serbia                                                                | Amichevole                                                            | -                                                                     | 62’                                                                   |
| 7-4-2010                                                              | Osaka                                                                 | Giappone                                                              | 0 – 3                                                                 | Serbia                                                                | Amichevole                                                            | -                                                                     | Cap. 44’                                                              |
| 29-5-2010                                                             | Klagenfurt                                                            | Nuova Zelanda                                                         | 1 – 0                                                                 | Serbia                                                                | Amichevole                                                            | -                                                                     | 46’                                                                   |
| 2-6-2010                                                              | Kufstein                                                              | Polonia                                                               | 0 – 0                                                                 | Serbia                                                                | Amichevole                                                            | -                                                                     | 46’ 81’                                                               |
| 5-6-2010                                                              | Belgrado                                                              | Serbia                                                                | 4 – 3                                                                 | Camerun                                                               | Amichevole                                                            | -                                                                     | 46’ 71’                                                               |
| 18-6-2010                                                             | Port Elizabeth                                                        | Germania                                                              | 0 – 1                                                                 | Serbia                                                                | Mondiali 2010 - 1º turno                                              | -                                                                     | 75’                                                                   |
| 11-8-2010                                                             | Belgrado                                                              | Serbia                                                                | 0 – 1                                                                 | Grecia                                                                | Amichevole                                                            | -                                                                     | 58’                                                                   |
| 3-9-2010                                                              | Tórshavn                                                              | Fær Øer                                                               | 0 – 3                                                                 | Serbia                                                                | Qual. Euro 2012                                                       | -                                                                     | 58’                                                                   |
| 17-11-2010                                                            | Sofia                                                                 | Bulgaria                                                              | 0 – 1                                                                 | Serbia                                                                | Amichevole                                                            | -                                                                     | 46’                                                                   |
| 9-2-2011                                                              | Tel Aviv                                                              | Israele                                                               | 0 – 2                                                                 | Serbia                                                                | Amichevole                                                            | -                                                                     | 46’                                                                   |
| 25-3-2011                                                             | Belgrado                                                              | Serbia                                                                | 2 – 1                                                                 | Irlanda del Nord                                                      | Qual. Euro 2012                                                       | -                                                                     | 86’                                                                   |
| 29-3-2011                                                             | Tallinn                                                               | Estonia                                                               | 1 – 1                                                                 | Serbia                                                                | Qual. Euro 2012                                                       | -                                                                     |                                                                       |
| 3-6-2011                                                              | Seul                                                                  | Corea del Sud                                                         | 2 – 1                                                                 | Serbia                                                                | Amichevole                                                            | 1                                                                     |                                                                       |
| 7-6-2011                                                              | Melbourne                                                             | Australia                                                             | 0 – 0                                                                 | Serbia                                                                | Amichevole                                                            | -                                                                     |                                                                       |
| 10-8-2011                                                             | Mosca                                                                 | Russia                                                                | 1 – 0                                                                 | Serbia                                                                | Amichevole                                                            | -                                                                     | 68’                                                                   |
| 2-9-2011                                                              | Belfast                                                               | Irlanda del Nord                                                      | 0 – 1                                                                 | Serbia                                                                | Qual. Euro 2012                                                       | -                                                                     | 74’ 90+3’                                                             |
| 6-9-2011                                                              | Belgrado                                                              | Serbia                                                                | 3 – 1                                                                 | Fær Øer                                                               | Qual. Euro 2012                                                       | -                                                                     | 46’                                                                   |
| 7-10-2011                                                             | Belgrado                                                              | Serbia                                                                | 1 – 1                                                                 | Italia                                                                | Qual. Euro 2012                                                       | -                                                                     | 46’                                                                   |
| 11-10-2011                                                            | Maribor                                                               | Slovenia                                                              | 1 – 0                                                                 | Serbia                                                                | Qual. Euro 2012                                                       | -                                                                     | 51’                                                                   |
| 11-11-2011                                                            | Querétaro                                                             | Messico                                                               | 2 – 0                                                                 | Serbia                                                                | Amichevole                                                            | -                                                                     | 78’                                                                   |
| 14-11-2011                                                            | San Pedro Sula                                                        | Honduras                                                              | 2 – 0                                                                 | Serbia                                                                | Amichevole                                                            | -                                                                     | 76’                                                                   |
| 28-2-2012                                                             | Limassol                                                              | Armenia                                                               | 0 – 2                                                                 | Serbia                                                                | Amichevole                                                            | -                                                                     | 69’                                                                   |
| 5-6-2012                                                              | Solna                                                                 | Svezia                                                                | 2 – 1                                                                 | Serbia                                                                | Amichevole                                                            | -                                                                     |                                                                       |
| 14-11-2012                                                            | San Gallo                                                             | Cile                                                                  | 1 – 3                                                                 | Serbia                                                                | Amichevole                                                            | -                                                                     | 29’ 46’                                                               |
| 6-2-2013                                                              | Nicosia                                                               | Cipro                                                                 | 1 – 3                                                                 | Serbia                                                                | Amichevole                                                            | -                                                                     | 46’                                                                   |
| 22-3-2013                                                             | Zagabria                                                              | Croazia                                                               | 2 – 0                                                                 | Serbia                                                                | Qual. Mondiali 2014                                                   | -                                                                     | 75’ 90+1’                                                             |
| 26-3-2013                                                             | Novi Sad                                                              | Serbia                                                                | 2 – 0                                                                 | Scozia                                                                | Qual. Mondiali 2014                                                   | -                                                                     | 85’                                                                   |
| 7-6-2013                                                              | Bruxelles                                                             | Belgio                                                                | 2 – 1                                                                 | Serbia                                                                | Qual. Mondiali 2014                                                   | -                                                                     | 69’                                                                   |
| 14-8-2013                                                             | Barcellona                                                            | Colombia                                                              | 1 – 0                                                                 | Serbia                                                                | Amichevole                                                            | -                                                                     | 61’                                                                   |
| 6-9-2013                                                              | Belgrado                                                              | Serbia                                                                | 1 – 1                                                                 | Croazia                                                               | Qual. Mondiali 2014                                                   | -                                                                     | 79’                                                                   |
| 10-9-2013                                                             | Cardiff                                                               | Galles                                                                | 0 – 3                                                                 | Serbia                                                                | Qual. Mondiali 2014                                                   | -                                                                     | 90+2’                                                                 |
| 11-10-2013                                                            | Belgrado                                                              | Serbia                                                                | 2 – 0                                                                 | Giappone                                                              | Amichevole                                                            | -                                                                     | 78’                                                                   |
| 15-10-2013                                                            | Jagodina                                                              | Serbia                                                                | 5 – 1                                                                 | Macedonia                                                             | Qual. Mondiali 2014                                                   | -                                                                     | 76’                                                                   |
| 26-5-2014                                                             | Harrison                                                              | Giamaica                                                              | 1 – 2                                                                 | Serbia                                                                | Amichevole                                                            | -                                                                     | 86’                                                                   |
| 6-6-2014                                                              | San Paolo                                                             | Brasile                                                               | 1 – 0                                                                 | Serbia                                                                | Amichevole                                                            | -                                                                     | 15’ 86’                                                               |
| 18-11-2014                                                            | La Canea                                                              | Grecia                                                                | 0 – 2                                                                 | Serbia                                                                | Amichevole                                                            | 1                                                                     | 82’                                                                   |
| 29-3-2015                                                             | Lisbona                                                               | Portogallo                                                            | 2 – 1                                                                 | Serbia                                                                | Qual. Euro 2016                                                       | -                                                                     |                                                                       |
| 7-6-2015                                                              | Sankt Pölten                                                          | Serbia                                                                | 4 – 1                                                                 | Azerbaigian                                                           | Amichevole                                                            | -                                                                     | 60’                                                                   |
| 7-9-2015                                                              | Bordeaux                                                              | Francia                                                               | 2 – 1                                                                 | Serbia                                                                | Amichevole                                                            | -                                                                     | 82’                                                                   |
| 13-11-2015                                                            | Ostrava                                                               | Rep. Ceca                                                             | 4 – 1                                                                 | Serbia                                                                | Amichevole                                                            | -                                                                     | 82’                                                                   |
| Totale                                                                |                                                                       | Presenze                                                              | 44                                                                    |                                                                       | Reti                                                                  | 2                                                                     |                                                                       |

## Palmarès

### Club

#### Competizioni nazionali
- Campionato serbo: 3

Partizan: 2008-2009, 2009-2010, 2010-2011
- Coppa di Serbia: 3

Partizan: 2008-2009, 2009-2010, 2010-2011
- Campionato ucraino: 1

Dinamo Kiev: 2015-2016
- Coppa di Lega portoghese: 2

Sporting Lisbona: 2017-2018, 2018-2019
- Coppa del Portogallo: 1

Sporting Lisbona: 2018-2019
- Campionato cipriota: 1

APOEL: 2023-2024
- Supercoppa di Cipro: 1

APOEL: 2024